# Ninh Giang, Hải Phòng
Ninh Giang là xã thuộc thành phố Hải Phòng, Việt Nam.

## Địa lý
Thị trấn Ninh Giang có diện tích 6,77 km², dân số năm 2022 là 14.948 người, mật độ dân số đạt 2.207 người/km².

## Lịch sử
Ngày 20 tháng 1 năm 1965, Bộ Nội vụ ban hành Quyết định số 20-NV về việc đổi thị xã Ninh Giang thuộc huyện Ninh Giang thành thị trấn Ninh Giang thuộc huyện Ninh Giang.
Ngày 24 tháng 10 năm 2024, Ủy ban Thường vụ Quốc hội ban hành Nghị quyết số 1250/NQ-UBTVQH15 về việc sắp xếp đơn vị hành chính cấp xã của tỉnh Hải Dương giai đoạn 2023 – 2025 (nghị quyết có hiệu lực từ ngày 1 tháng 12 năm 2024). Theo đó, sáp nhập toàn bộ 5,06 km² diện tích tự nhiên và quy mô dân số là 6.847 người của xã Đồng Tâm vào thị trấn Ninh Giang.
Thị trấn Ninh Giang có 6,77 km² diện tích tự nhiên và quy mô dân số là 14.948 người.